# Мокроус
Мокроу́с — посёлок городского типа в Саратовской области России. Административный центр Федоровского района.

## География
Расположен в 126 км восточнее областного центра города Саратова. Железнодорожная станция на участке Саратов — Озинки Рязанско-Уральского железнодорожного хода Приволжской железной дороги.

## История
Населённый пункт основан в 1894 году (по другим данным — в 1902 году), в связи со строительством линии Рязано — Уральской железной дороги от Покровска на Уральск. Существует версия, что название произошло от имени атамана Мокроуса, бродившего здесь с шайкой разбойников в период заселения Заволжского края.
В 1939 году посёлок становится центром Фёдоровского кантона АССР немцев Поволжья.
С 1941 года центр Фёдоровского района Саратовской области.
Статус посёлка городского типа с 1967 года.

## Население
Динамика численности населения
| 1910 | 1926 |
| ---- | ---- |
| 40   | 123  |

| 1939  | 1959  | 1970  | 1979  | 1989  | 2002  | 2009  |
| ----- | ----- | ----- | ----- | ----- | ----- | ----- |
| 2430  | ↘2407 | ↗3987 | ↗5107 | ↗6559 | ↗6788 | ↗6790 |
| 2010  | 2011  | 2012  | 2013  | 2014  | 2015  | 2016  |
| ↘6731 | ↘6704 | ↘6625 | ↘6621 | ↘6565 | ↘6517 | ↘6483 |
| 2017  | 2018  | 2019  | 2020  | 2021  |       |       |
| ↘6384 | ↘6259 | ↘6166 | ↘6037 | ↘5860 |       |       |

## Экономика
Работают:
- элеватор;
- газокомпрессорная станция;
- хлебопекарня.

## Культура
В посёлке расположены:
- Районный Дом Культуры, известный своим хоровым коллективом, ансамблем народной песни «Раздолье»;
- Музыкальная школа;
- Художественная школа;
- МУ ДО Детско-юношеская спортивная школа Р. П. Мокроус Федоровского района Саратовской области;
- Спортклуб;
- Центральная библиотека;
- Центральный Парк;
- Кинотеатр «Спутник»;
- Православный Храм Иоанна Кронштадтского ;
- Водонапорная башня XIX в.